# Chapelle Saint-Fiacre de Gurunhuel
La chapelle Saint-Fiacre est un édifice situé à Gurunhuel, en France.

## Localisation
La chapelle est située sur le territoire de la commune de Gurunhuel, dans le département  des Côtes-d'Armor, en région Bretagne.

## Historique
La chapelle, le placître et les arbres qui l'entourent sont inscrits au titre des monuments historiques par arrêté du 22 juin 1964.

## Galerie

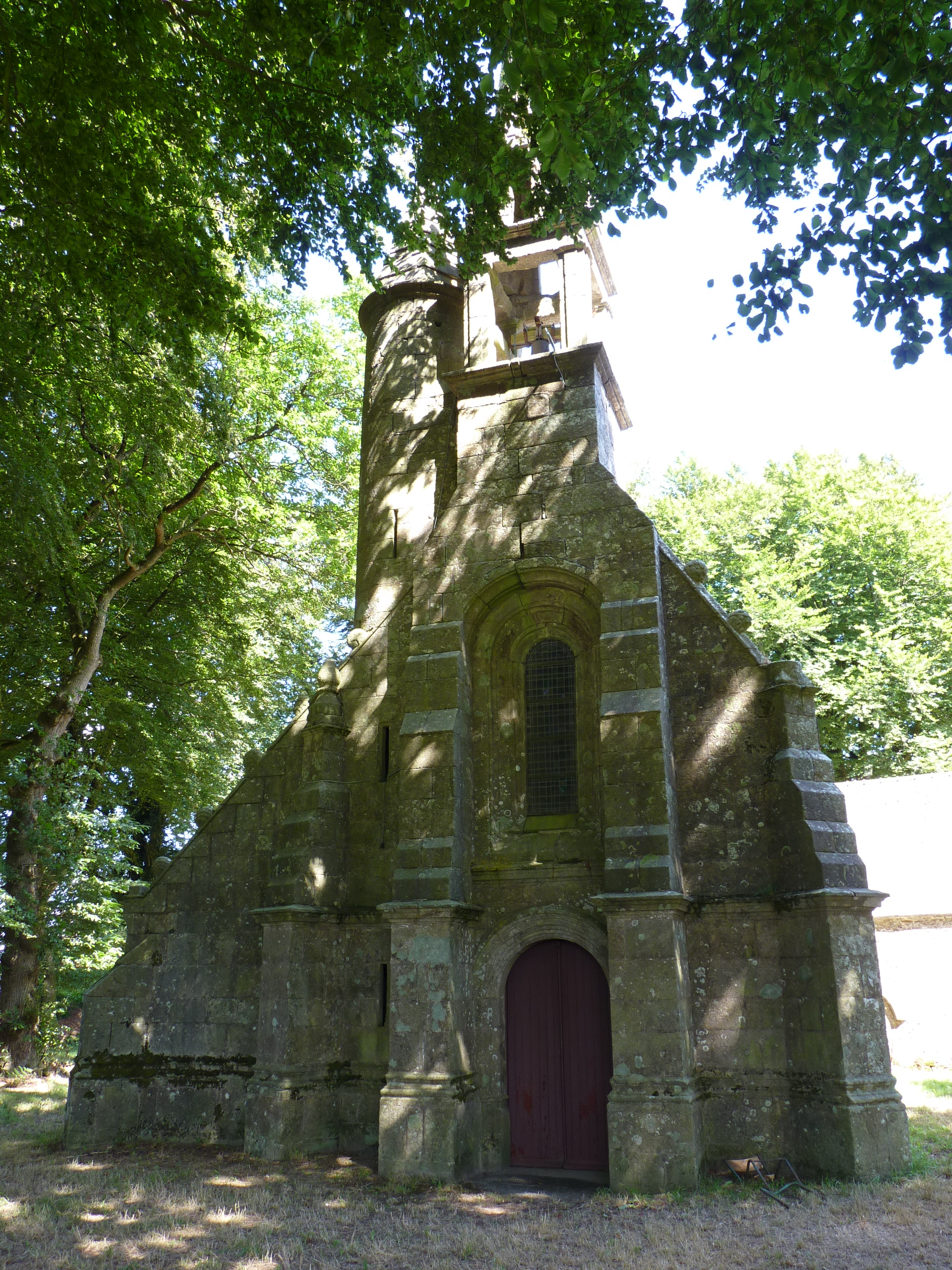
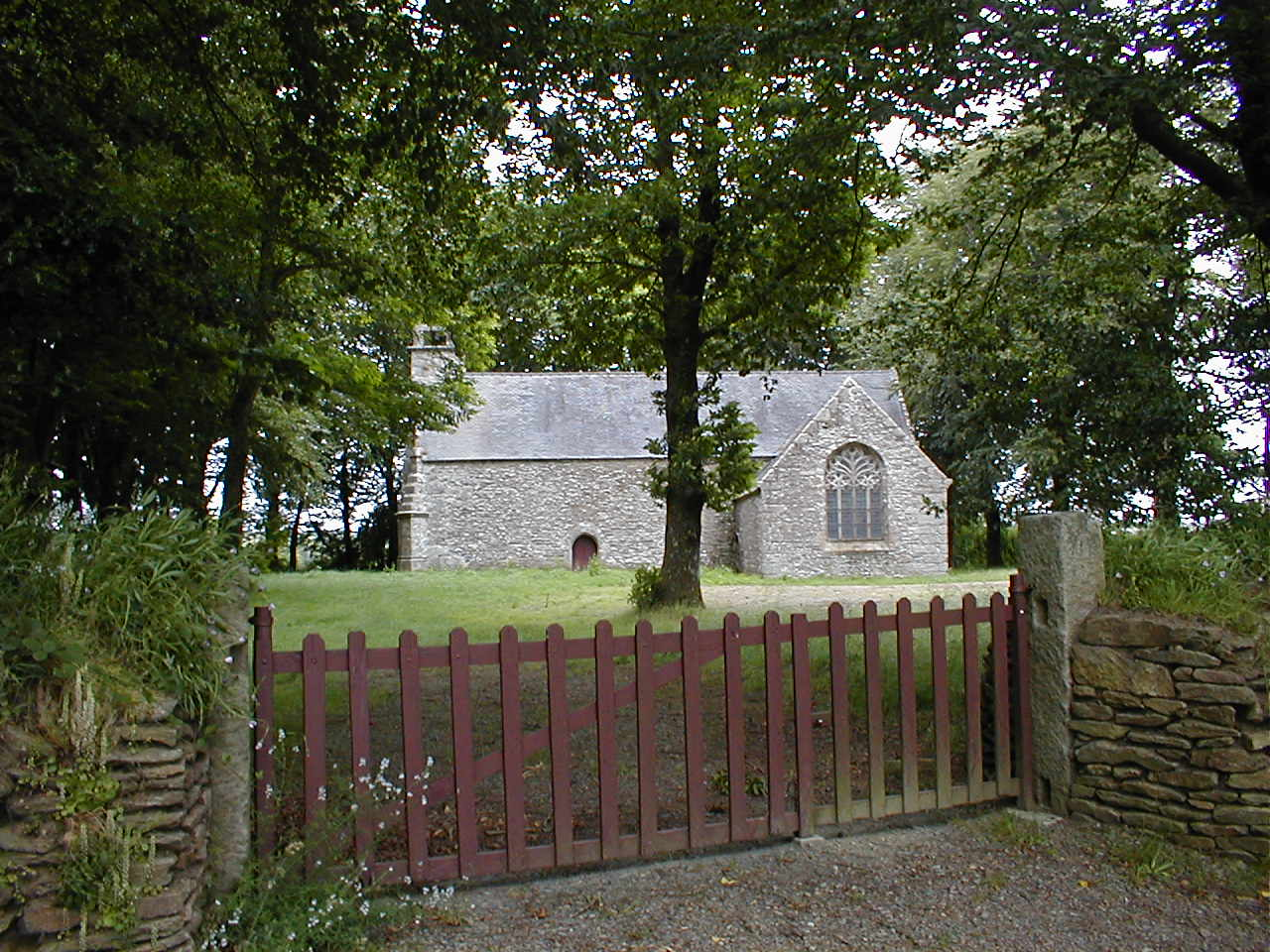
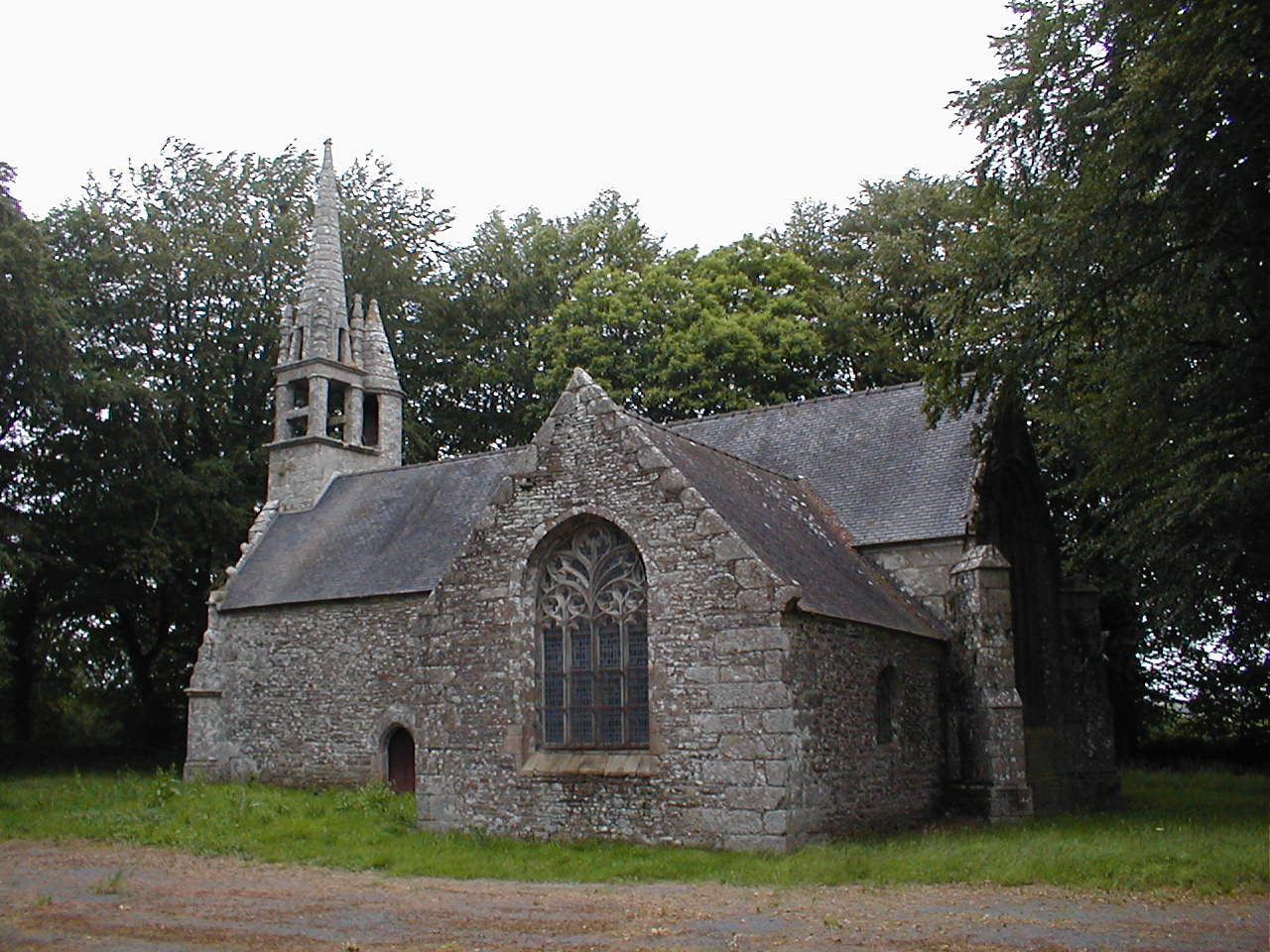